# Rete tranviaria di Budapest
La rete tranviaria di Budapest (in ungherese Budapest villamoshálózata) è un sistema di trasporto pubblico della città ungherese di Budapest ed è composto da una rete di trentasei linee per un totale di 156 km e 344 stazioni, che fanno di essa una delle reti tranviarie più grandi del mondo per estensione.

## Linee

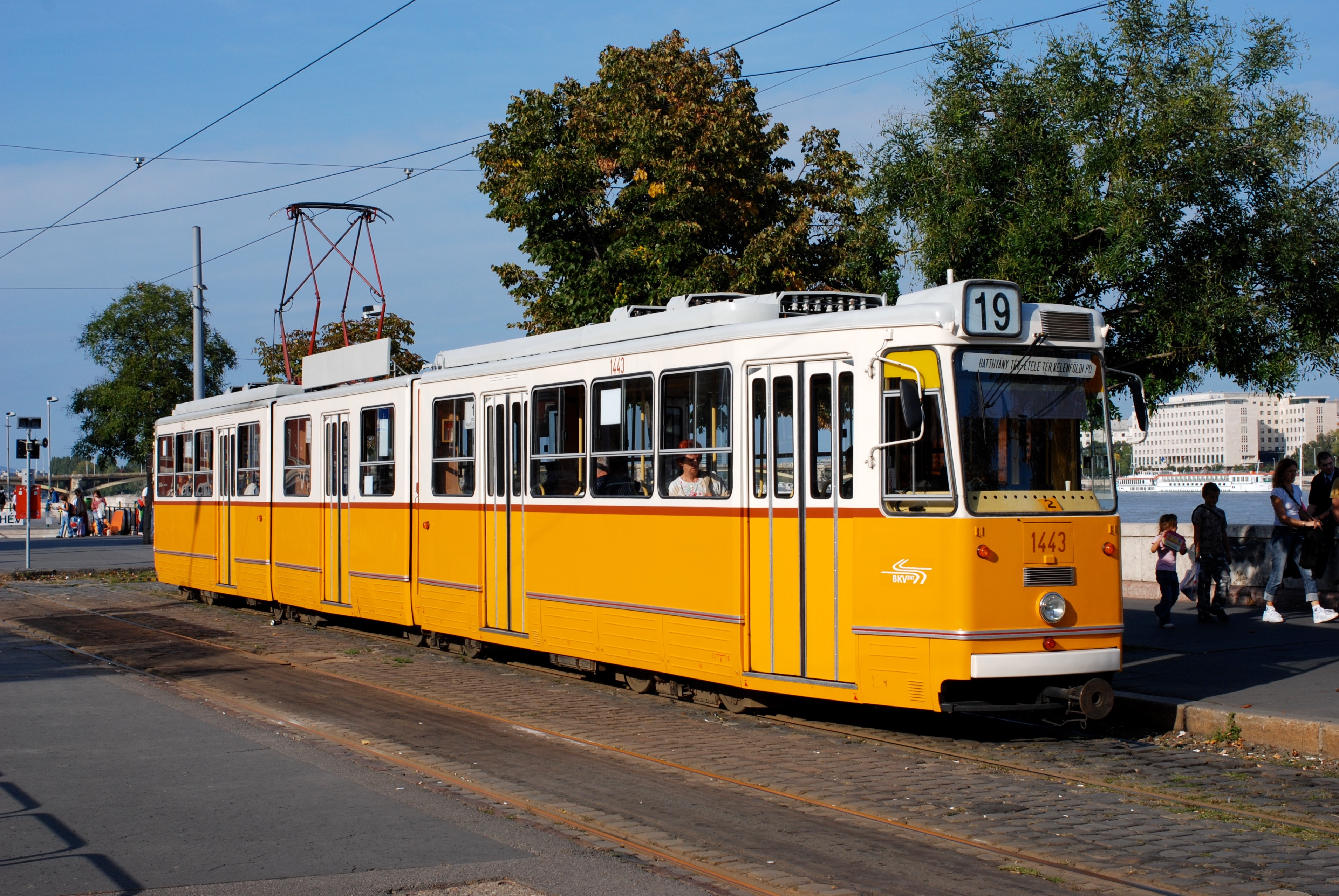
Tram snodato modello Ganz CSMG.

Al 2023, la rete è composta da 36 linee (26 linee principali, 9 supplementari denotati dalle lettere "A" o "B" e una ferrovia a cremagliera) e si sviluppa su entrambe le rive del Danubio, attraversato in cinque punti. Esistono due grandi nodi di scambio: Széll Kálmán tér e Móricz Zsigmond körtér, così come due linee circolari in corrispondenza del Nagykörút (linee 4 e 6).
| Linea | Itinerario                                                     | Lunghezza (km)                     | Stazioni | Tempo di percorrenza (minuti) | Vetture                                            |  |
| ----- | -------------------------------------------------------------- | ---------------------------------- | -------- | ----------------------------- | -------------------------------------------------- |  |
| 1     | Bécsi út / Vörösvári út ↔ Kelenföld vasútállomás               | 18.3                               | 32       | 52                            | CAF Urbos 3 Siemens Combino Tatra T5C5 Tatra T5C5K |  |
| 1A    | Bécsi út / Vörösvári út ↔ Népliget                             | 11.2                               | 20       | 31                            | ČKD Tatra T5C5 ČKD–BKV Tatra T5C5K                 |  |
| 2     | Jászai Mari tér ↔ Közvágóhíd                                   | 6.0                                | 13       | 20                            | Ganz KCSV–7                                        |  |
| 2B    | Jászai Mari tér ↔ Pesterzsébet, Pacsirtatelep                  | 13.9 (Verso Sud) 15.0 (Verso Nord) | 33 / 35  | 48 / 58                       | Ganz KCSV–7                                        |  |
| 3     | Mexikói út ↔ Gubacsi út / Határ út                             | 13.3                               | 32       | 51                            | CAF Urbos 3 TW 6000                                |  |
| 4     | Széll Kálmán tér ↔ Újbuda-központ                              | 8.5                                | 19       | 30                            | Siemens Combino                                    |  |
| 6     | Széll Kálmán tér ↔ Móricz Zsigmond körtér                      | 8.3                                | 19       | 29                            | Siemens Combino                                    |  |
| 12    | Angyalföld kocsiszín ↔ Rákospalota, Kossuth utca               | 4.7                                | 11       | 17                            | Tatra T5C5K                                        |  |
| 14    | Lehel tér ↔ Káposztásmegyer, Megyeri út                        | 11                                 | 24       | 33                            | Tatra T5C5K                                        |  |
| 17    | Bécsi út / Vörösvári út ↔ Savoya Park                          | 14.7                               | 37       | 51                            | CAF Urbos 3 Tatra T5C5 Tatra T5C5K                 |  |
| 19    | Bécsi út / Vörösvári út ↔ Kelenföld vasútállomás               | 11.2                               | 24       | 38                            | CAF Urbos 3 Ganz CSMG                              |  |
| 23    | Jászai Mari tér ↔ Keleti pályaudvar                            | 9.4                                | 20       | 32 / 34                       | Ganz KCSV–7                                        |  |
| 24    | Keleti pályaudvar ↔ Közvágóhíd                                 | 5.2                                | 12       | 19                            | Ganz KCSV–7 TW 6000                                |  |
| 28    | Blaha Lujza tér (Népszínház utca) ↔ Izraelita temető           | 10.8                               | 26       | 39                            | Tatra T5C5 TW 6000                                 |  |
| 28A   | Blaha Lujza tér (Népszínház utca) ↔ Új köztemető (Kozma utca)  | 10.1                               | 25       | 37                            | Tatra T5C5 TW 6000                                 |  |
| 37    | Blaha Lujza tér (Népszínház utca) ↔ Új köztemető (Kozma utca)  | 9.7                                | 23       | 30                            | Tatra T5C5 TW 6000                                 |  |
| 37A   | Blaha Lujza tér (Népszínház utca) ↔ Sörgyár                    | 5.8                                | 14       | 19                            | TW 6000                                            |  |
| 41    | Bécsi út / Vörösvári út ↔ Kamaraerdei Ifjúsági Park            | 18.4                               | 39       | 62                            | Tatra T5C5K                                        |  |
| 42    | Határ út ↔ Kispest, Tulipán utca                               | 3.0                                | 7        | 8–9                           | CAF Urbos 3 TW 6000                                |  |
| 47    | Deák Ferenc tér ↔ Városház tér                                 | 8.8                                | 21       | 31                            | Ganz CSMG                                          |  |
| 48    | Deák Ferenc tér ↔ Savoya Park                                  | 8.0                                | 18       | 27                            | Ganz CSMG                                          |  |
| 49    | Deák Ferenc tér ↔ Kelenföld vasútállomás                       | 5.4                                | 12       | 20–21                         | Ganz CSMG                                          |  |
| 50    | Határ út ↔ Pestszentlőrinc, Béke tér                           | 8.0                                | 20       | 24–26                         | CAF Urbos 3 TW 6000                                |  |
| 51    | Mester utca / Ferenc körút ↔ Nagysándor József utca            | 6.5 / 8                            | 15 / 24  | 24 / 30                       | TW 6000                                            |  |
| 51A   | Mester utca / Ferenc körút ↔ Koppány utca                      | 2.2                                | 8 / 7    | 10-11                         | TW 6000                                            |  |
| 52    | Határ út ↔ Pesterzsébet, Pacsirtatelep                         | 6.9                                | 17 / 16  | 25                            | TW 6000                                            |  |
| 56    | Hűvösvölgy ↔ Városház tér                                      | 16.9                               | 37       | 55                            | Tatra T5C5K                                        |  |
| 56A   | Hűvösvölgy ↔ Móricz Zsigmond körtér                            | 11.2                               | 23       | 35                            | Tatra T5C5K                                        |  |
| 59    | Szent János Kórház ↔ Márton Áron tér                           | 5.2                                | 15       | 19-20                         | Tatra T5C5K                                        |  |
| 59A   | Széll Kálmán tér ↔ Márton Áron tér                             | 4.1                                | 12       | 15-16                         | Tatra T5C5K                                        |  |
| 59B   | Hűvösvölgy ↔ Márton Áron tér                                   | 10.6                               | 26       | 34                            | Tatra T5C5K                                        |  |
| 61    | Hűvösvölgy ↔ Móricz Zsigmond körtér                            | 10.9                               | 26       | 33-34                         | Tatra T5C5K                                        |  |
| 62    | Rákospalota, MÁV-telep ↔ Blaha Lujza tér (Népszínház utca)     | 13.5                               | 33 / 34  | 50-52                         | TW 6000                                            |  |
| 62A   | Rákospalota, MÁV-telep ↔ Kőbánya alsó vasútállomás (Mázsa tér) | 9.2                                | 23       | 34                            | TW 6000                                            |  |
| 69    | Mexikói út ↔ Újpalota, Erdőkerülő utca                         | 6.5                                | 15       | 21-22                         | TW 6000                                            |  |